# Derek Dorsett
Derek Dorsett, född 20 december 1986 i Kindersley, Saskatchewan, är en kanadensisk före detta professionell ishockeyspelare.
Han spelade under sin karriär på NHL-nivå för Vancouver Canucks, New York Rangers och Columbus Blue Jackets och på lägre nivåer för Syracuse Crunch i AHL, EC Red Bull Salzburg i EBEL och Medicine Hat Tigers i WHL.
Dorsett valdes av Columbus Blue Jackets som 189:e spelare totalt i 2006 års NHL-draft.
Han pensionerade sig den 30 november 2017.

## Statistik

### Klubbkarriär
| 2004–05    | Medicine Hat Tigers   | WHL        | 51  | 5  | 11 | 16  | 108  | 13 | 5  | 1  | 6  | 35  |
| 2004–05    | Kindersley Klippers   | SJHL       | 25  | 12 | 8  | 20  | 172  | —  | —  | —  | —  | —   |
| 2005–06    | Medicine Hat Tigers   | WHL        | 68  | 25 | 23 | 48  | 279  | 13 | 4  | 8  | 12 | 53  |
| 2006–07    | Medicine Hat Tigers   | WHL        | 61  | 19 | 45 | 64  | 206  | 17 | 8  | 8  | 16 | 56  |
| 2007–08    | Syracuse Crunch       | AHL        | 64  | 10 | 8  | 18  | 289  | 12 | 0  | 1  | 1  | 56  |
| 2008–09    | Columbus Blue Jackets | NHL        | 52  | 4  | 1  | 5   | 150  | 3  | 0  | 0  | 0  | 2   |
| 2008–09    | Syracuse Crunch       | AHL        | 7   | 1  | 5  | 6   | 35   | —  | —  | —  | —  | —   |
| 2009–10    | Columbus Blue Jackets | NHL        | 51  | 4  | 10 | 14  | 105  | —  | —  | —  | —  | —   |
| 2010–11    | Columbus Blue Jackets | NHL        | 76  | 4  | 13 | 17  | 184  | —  | —  | —  | —  | —   |
| 2011–12    | Columbus Blue Jackets | NHL        | 77  | 12 | 8  | 20  | 235  | —  | —  | —  | —  | —   |
| 2012–13    | EC Salzburg (lockout) | EBEL       | 4   | 0  | 1  | 1   | 25   | —  | —  | —  | —  | —   |
|            | Columbus Blue Jackets | NHL        | 24  | 3  | 6  | 9   | 53   | —  | —  | —  | —  | —   |
|            | New York Rangers      | NHL        | 0   | 0  | 0  | 0   | 0    | 11 | 0  | 1  | 1  | 28  |
| 2013–14    | New York Rangers      | NHL        | 51  | 4  | 4  | 8   | 128  | 23 | 0  | 1  | 1  | 19  |
| 2014–15    | Vancouver Canucks     | NHL        | 79  | 7  | 18 | 25  | 175  | 6  | 0  | 0  | 0  | 20  |
| 2015–16    | Vancouver Canucks     | NHL        | 71  | 5  | 11 | 16  | 177  | —  | —  | —  | —  | —   |
| 2016–17    | Vancouver Canucks     | NHL        | 14  | 1  | 3  | 4   | 33   | —  | —  | —  | —  | —   |
| 2017–18    | Vancouver Canucks     | NHL        | 20  | 7  | 2  | 9   | 74   | —  | —  | —  | —  | —   |
| NHL totalt | NHL totalt            | NHL totalt | 515 | 51 | 76 | 127 | 1314 | 43 | 21 | 13 | 34 | 144 |